# Tempo de Avançar (Candidatura Cidadã)
Tempo de Avançar (TA) foi uma candidatura cidadã que se apresentou às eleições legislativas de 2015 em Portugal. Foi fundada numa convenção que decorreu em Lisboa, a 31 de Janeiro de 2015, no seguimento de uma convocatória.

## História
Esta candidatura cidadã esteve aberta à participação livre de todos os cidadãos para a elaboração do seu programa eleitoral. Da mesma forma, o método de seleção dos seus candidatos às eleições seguiu o formato de primárias abertas. Assim, todos os cidadãos eleitores podiam ser candidatos deste movimento desde que se revissem nos seus princípios fundadores.
Este movimento apresentou-se a eleições no quadro legal do partido LIVRE sob o nome LIVRE/Tempo de Avançar e as suas listas de deputados foram votadas em eleições primárias abertas, tendo-se dissolvido após as eleições legislativas de 2015.
Nas eleições, o LIVRE/Tempo de Avançar obteve 39.340 votos, correspondendo a 0,72% do total nacional, não conseguindo eleger deputados para a Assembleia da República.

## Conselho do Movimento
O Conselho foi o órgão executivo da candidatura Tempo de Avançar, composta por 72 elementos e 17 suplentes.

## Eleições Legislativas de 2015
A candidatura LIVRE/Tempo de Avançar apresentou-se às eleições legislativas portuguesas, que se realizaram a 4 de Outubro de 2015. 